# Terra primordiale

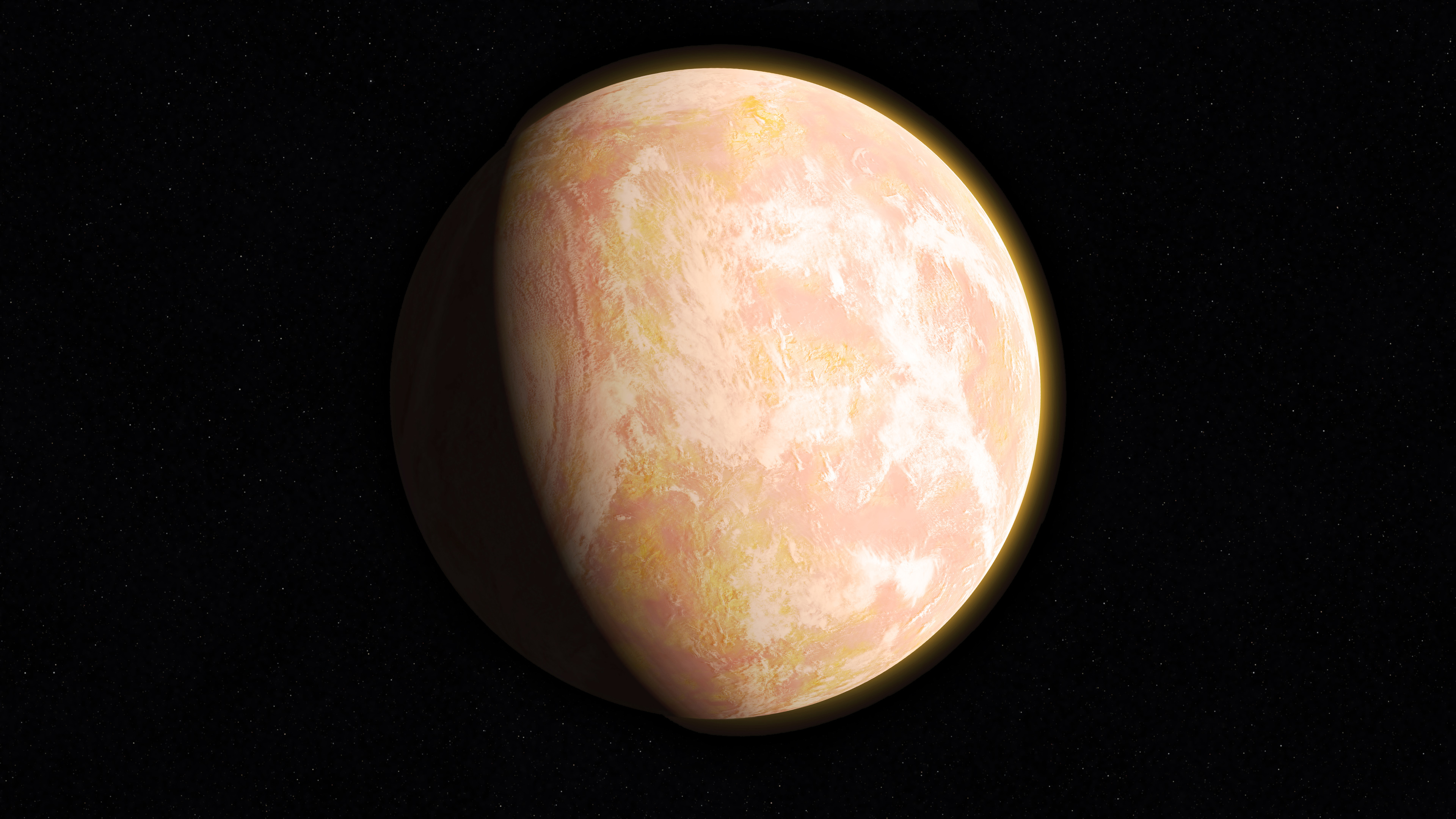
Rappresentazione artistica della Terra primordiale.

La Terra primordiale è vagamente definita come la Terra stessa nel primo miliardo di anni dalla sua formazione. Nella Scala del tempi geologici, questo comprende tutto l'eone Adeano (a partire dalla origine della Terra avvenuto circa 4,6 miliardi di anni fa), così come tutto l'Eoarcheano (a partire da 4 miliardi di anni fa) e parte del Paleoarcheano (a partire da 3,6 miliardi di anni fa), tutte epoche dell'Eone Archeano.
Questo periodo della storia della Terra riguarda la formazione del pianeta a partire dalla nebulosa solare attraverso un processo noto come accrescimento, un intenso bombardamento di meteoriti e l'impatto gigante con l'ipotetico pianeta Theia che avrebbe dato origine alla Luna. Tale impatto avrebbe provocato la formazione di giganteschi oceani di magma e influito sulla formazione del nucleo terrestre.
Dopo la formazione del nucleo, la caduta di materiale meteorico o cometario nel cosiddetto bombardamento tardivo, potrebbe aver portato acqua e altri composti volatili sulla Terra. 
Sebbene sopravviva poco materiale roccioso relativo a questo periodo, il più antico esemplare datato è un minerale di zircone di 4,440 ± 0,008 Ga (un giga-annum equivale a un miliardo di anni) racchiuso in un conglomerato di arenaria metamorfizzato nelle Jack Hills del Narryer Gneiss Terrane dell'Australia occidentale. 
Le prime rocce emerse (come la cintura Isens greenstone) risalgono alla seconda metà di questo periodo, circa 3,8 Ga, più o meno contemporaneamente al picco del bombardamento tardivo.
Secondo prove di datazione radiometrica e altre fonti, la Terra si è formata circa 4,54 miliardi di anni fa. Entro i suoi primi miliardi di anni, la vita apparve nei suoi oceani e iniziò a influenzare l'atmosfera e la superficie, promuovendo la proliferazione di organismi aerobici e anaerobici. Da allora, la combinazione della distanza della Terra dal Sole, le sue proprietà fisiche e la sua storia geologica hanno permesso alla vita di emergere, sviluppare fotosintesi e, successivamente, evolvere ulteriormente e prosperare . La prima vita sulla Terra nacque almeno 3,5 miliardi di anni fa. Precedenti possibili prove della vita includono la grafite, che può avere un'origine biogenica, in rocce metasedimentali di 3,7 miliardi di anni scoperte nella Groenlandia sud-occidentale e grani di zircone di 4,1 miliardi di anni nell'Australia Occidentale.